# Henryk Dziewior
Henryk Paweł Dziewior (ur. w 1948, zm. 7 sierpnia 2022) – polski samorządowiec i przedsiębiorca, prezydent Katowic w latach 1994–1998, inżynier.

## Życiorys
Henryk Dziewior urodził się w 1948 roku. Z wykształcenia był inżynierem. Był dyrektorem Technikum Geodezyjnego w Katowicach. Działał w katowickim Klubie Inteligencji Katolickiej. Był członkiem Katowickiego Porozumienia Samorządowego. Z jego ramienia został najpierw radnym oraz wiceprezydentem miasta w latach 1990–1994, a następnie prezydentem Katowic w latach 1994–1998. W 1996 roku został prezesem Społecznego Komitetu Budowy Pomnika Wojciecha Korfantego w Katowicach, odsłoniętego w 1999 roku. Był również jednym z członków założycieli Stowarzyszenia Przyjaciół Uniwersytetu Śląskiego, powstałego w 1998 roku.

Po złożeniu urzędu prezydenta został prezesem zarządu spółki Miastoprojekt Katowice. Za jego kadencji spółka realizowała takie inwestycje jak: osiedle Nowa Balbina w Tychach, tyski Zespół Szkół Municypalnych oraz przejście graniczne Nowe Chałupki-Bogumin. Żadnej z tych inwestycji Miastoprojekt nie dokończył, firma została postawiona bowiem w stan likwidacji. Henryk Dziewior został aresztowany, a prokuratura postawiła mu zarzuty nadużyć finansowych („podwójne księgowanie”). Ostatecznie został uniewinniony przez sąd drugiej instancji.

W latach 2002–2011 Henryk Dziewior zasiadał w radach nadzorczych oraz organach m.in.: spółek holdingu Przedsiębiorstwa Robót Inżynieryjnych S.A. w Katowicach (PRInż-Surowce Sp. z o.o., PRInż Eksploatacja Kruszyw Sp. z o.o., PRInż DP Autostrada Śląska Sp. z o.o.), Przedsiębiorstwa Widowiskowo-Sportowego „Spodek” Sp. z o.o., Przedsiębiorstwa Robót Drogowych i Mostowych S.A. w Opolu oraz katowickiej Fundacji „Pamięć i Pomoc” im. dr. Edmunda Gryglewicza. Od 2012 roku prowadził jednoosobową działalność gospodarczą. Pozostawał również członkiem honorowym Regionalnej Izby Gospodarczej w Katowicach.
W 1995 roku został nagrodzony Złotym Laurem Umiejętności i Kompetencji, przyznawanym przez Regionalną Izbę Gospodarczą w Katowicach.
Zmarł 7 sierpnia 2022 roku. Został pochowany na cmentarzu parafialnym przy ulicy Wróblewskiego w Katowicach.